# Békásd
Békásd (horvátul: Žabnik), falu  Horvátországban, Muraköz megyében. Közigazgatásilag Muraszentmárton községhez tartozik.

## Fekvése
Csáktornyától 20 km-re északra, községközpontjától Muraszentmártontól 1 km-re keletre a Mura jobb partján  fekszik.

## Története
A települést 1478-ban "Sabnyk" alakban említik először. A csáktornyai uradalom része volt. Az uradalommal együtt 1456-ig a Cillei család birtoka volt. Ezután a Cilleiek többi birtokával együtt Vitovec János horvát bán szerezte meg,  de örökösei elveszítették. Hunyadi Mátyás Ernuszt János budai nagykereskedőnek és bankárnak adományozta, aki megkapta a horvát báni címet is. 1540-ben a csáktornyai Ernusztok kihalása után az uradalom rövid ideig a Keglevich családé, majd 1546-ban I. Ferdinánd király adományából a Zrínyieké lett. 
Miután Zrínyi Pétert 1671-ben felségárulás vádjával halálra ítélték és kivégezték minden birtokát elkobozták, így a birtok a kincstáré lett.  1715-ben III. Károly a Muraközzel együtt gróf Csikulin Jánosnak adta zálogba, de a király 1719-ben szolgálatai jutalmául elajándékozta Althan Mihály János cseh nemesnek. 1791-ben gróf Festetics György vásárolta meg és ezután 132 évig a tolnai Festeticsek birtoka volt.
Vályi András szerint " SABNIK. Elegyes falu Szala Várm. földes Ura Gr. Festetits Uraság, fekszik Szent-Mártonhoz közel, és annak filiája. " 
1920 előtt Zala vármegye Csáktornyai járásához tartozott. Ezután a Szerb–Horvát–Szlovén Királyság része lett, mely 1929-ben felvette a Jugoszlávia nevet. 1941 és 1944 között ismét Magyarországhoz tartozott, ezután visszakerült Jugoszláviához. 1991-óta a független Horvátország része. 2001-ben 377 lakosa volt.

## Külső hivatkozások
- Muraszentmárton honlapja
- Muraszentmárton község honlapja (horvát nyelven)
- Munczi Antal: A Muraköz története